# Ophelosia mcglashani
Ophelosia mcglashani is een vliesvleugelig insect uit de familie Pteromalidae. De wetenschappelijke naam is voor het eerst geldig gepubliceerd in 1995 door Berry.